# Посвідка на постійне проживання
По́свідка на пості́йне прожива́ння (ППП, заст. укр. вид на проживання) — документ, що підтверджує право іноземця чи особи без громадянства на постійне проживання в країні. Зазвичай, це документ, який надає право на вільний виїзд з країни та в'їзд до неї протягом усього терміну дії дозволу на постійне проживання. В той же час, в деяких країнах наявність посвідки на постійне проживання не звільняє від необхідності отримання особами, що постійно проживають на їх території, в'їзних та виїзних віз.

## Про посвідку
В Україні іноземні громадяни можуть отримати посвідку на постійне проживання на підставі дозволу на імміграцію. 
В законодавстві деяких країн (наприклад, Швейцарія, Австрія, Іспанія, Італія, Мальта, Естонія тощо) є положення, що дозволяють заможним іноземцям отримати ППП без права на роботу. В перелічених країнах іноземці можуть отримати інший тип ППП — з правом на роботу.
Можливість переходу з Посвідки на тимчасове проживання на ППП (або статус постійного резидента) виникає зазвичай через 5 років для більшості країн ЄС. Тим не менше, в таких країнах як Бельгія або Угорщина, такий перехід можливий через три роки легального проживання в країні. В Швейцарії у більшості випадків перехід на статус постійного жителя (Permit C) можливий після 10 років перебування у статусі тимчасового жителя (Permit B).
Слід зазначити, що згідно з Законом України «Про імміграцію» громадяни іноземних держав, які отримали посвідку на постійне проживання, прирівнюються у своїх правах до громадян України. Серед них можна виокремити наступні:
- право на освіту;
- право на отримання громадянства України;
- право на працевлаштування без додаткових дозволів;
- право відвідувати Україну будь-яку кількість разів на рік або безвиїзно знаходитись в країні;
- право відкривати та вільно користуватись банківськими рахунками;
- право сплачувати податки як податковий резидент;
- право отримувати візи на території України для поїздок за кордон;
- право на пенсійне забезпечення тощо.[3]

## Отримання посвідки на постійне проживання в Україні
Посвідка на постійне проживання оформляється Державною міграційною службою на підставі Дозволу на імміграцію в порядку, встановленому МВС. та прибуття на постійне місце проживання до України.
У Законі України «Про правовий статус іноземців та осіб без громадянства» зазначено, що іноземці можуть у встановленому порядку іммігрувати в Україну на постійне проживання (для отримання посвідки на постійне проживання іноземцями, для яких в'їзд на територію України передбачений за візовим режимом, необхідною умовою є оформлення довгострокової імміграційної візи типу «Д» та в'їзд в Україну саме по цій візі).